# Samuel Ayscough
Samuel Ayscough (Nottingham, 1745 – Londres, 30 de outubro de 1804) foi um bibliotecário britânico, conhecido como "O Príncipe dos Indexadores".

## Juventude
Ele era neto de William Ayscough, um livreiro e dono de tipografia em Nottingham, onde introduziu a arte da tipografia aproximadamente em 1710, e morreu em 2 de março de 1719; e filho de George Ayscough, que sucedeu os negócios de seu pai, e os administrou por mais de quarenta anos.
George Ayscough era muito estimado no bairro onde vivia, e mantinha boas relações com algumas das famílias mais respeitáveis da cidade. Sua primeira esposa morreu sem ter lhe dado filhos. Ele então se casou com Edith, filha de Benjamin Wigley de Wirksworth, Derbyshire, com quem teve um filho, Samuel, e uma filha, Anne. Herdou um bom negócio, mas, em vez de se dedicar em expandi-lo, lançou-se em várias especulações econômicas, entre outras, a de extrair ouro da escória do carvão mineral. Agindo dessa forma, gradualmente gastou quase todo o seu dinheiro, e em 1762 adquiriu uma grande fazenda em Great Wigston em Leicestershire, onde foi ainda mais infeliz, perdendo não somente o restante de suas propriedades, mas também o dinheiro reservado para a criação de seus dois filhos.
Samuel Ayscough nasceu em 1745, e foi educado em uma instituição educacional mantida pela Igreja em Nottingham. O filho ajudou seu pai em todos os sucessivos momentos de dificuldades financeiras por que passou a família. Por fim, quando a ruína total chegou, Samuel foi trabalhar em um moinho no bairro, e bravamente com o dinheiro que recebia conseguiu manter seu pai e sua irmã. Esse novo começo de vida não foi bem sucedido, mas um velho colega de escola e amigo íntimo de infância, Eamer (mais tarde Sir John Eamer, prefeito de Londres), ao saber de suas necessidades, em 1770 mandou chamá-lo para vir à cidade, vestiu-o, e concedeu-lhe um emprego como superintendente do empedramento das ruas de Londres. Foi, sem dúvida, este tipo de emprego que lhe deu a capacidade mais tarde de trabalhar na criação de indexadores.

## Bibliotecário
Logo a seguir, Ayscough foi trabalhar na loja do senhor Rivington, livreiro, da Catedral de São Paulo, e, posteriormente, foi contratado com um salário muito modesto como assistente no departamento de catalogação sob a direção do principal bibliotecário do Museu Britânico. Este foi o início de sua carreira laboriosa e útil. Seu valor foi logo reconhecido com um pequeno aumento em seu salário semanal, e ele dedicou algum tempo do seu lazer em organizar bibliotecas particulares. Essas adições à sua renda, somadas a alguma ajuda de Sir Eamer, permitiu-lhe enviar dinheiro a seu pai, a quem ele manteve com conforto até sua morte, em novembro de 1783.
Um excelente catálogo dos manuscritos ainda não descritos do Museu Britânico criado por Ayscough foi iniciado em abril de 1780 e publicado em 1782 com a licença dos curadores, mas como um empreendimento privativo do compilador. O plano do livro era original, e a publicação reflete crédito sobre a iniciativa de Ayscough, que afirma (Prefácio, p. x) que nenhuma obra com aquela extensão tinha sido concluída em tão curto espaço de tempo. Ele reconhece a ajuda recebida de catálogos anteriores e, ocasionalmente, de frequentadores da sala de leitura, mas para todos os efeitos, os dois volumes in-quarto foram obra do esforço exclusivo de Ayscough. Ele afirma que o catálogo foi elaborado com 20.000 boletos de papel separados. Cada manuscrito foi especialmente examinado. A classificação é ampla, e dois índices, o primeiro dos números dos manuscritos e páginas do catálogo onde eles são descritos, e o segundo de todos os nomes mencionados nos dois volumes, tornam o livro de fácil consulta.
Em 1783, ele publicou anonimamente um pequeno panfleto em resposta às "Cartas de um Fazendeiro americano," impressa no ano anterior por Hector St. John [Crevecœur], um colono francês. Ayscough sustentou que o escritor não era nem agricultor, nem nativo da América, e que seu único objetivo era incentivar os estrangeiros a emigrar para aquele país, chamado por um revisor na Gentleman's Magazine (1783, liii. 1036) "uma insidiosa e fatal tendência, que este escritor, como um inglês, é altamente louvável seu esforço para detectar e neutralizar.

## Clérigo
Em 1785, após aguardar por quase quinze anos, Ayscough foi nomeado bibliotecário assistente no museu. Há muito tempo desejava tomar as ordens sacras, e apesar de algumas dificuldades, conseguiu finalmente realizar o seu desejo. O período exato do evento é incerto. Nichols coloca-o logo após 1785, e uma notícia da morte do seu pai (Gentleman's Magazine, liii 982.) apoia este ponto de vista; mas ele próprio se denomina 'clérigo' no título de seu "Catálogo" (1782), e uma carta do pai, datada de 13 de janeiro de 1781 (Illustrations de Nichols, iii. 571), se refere ao filho como 'Reverendo'. Ayscough foi ordenado para servir no curato de Normanton on Soar, em Nottinghamshire, e depois nomeado vigário assistente da paróquia de St Giles in the Fields. Aqui sua assiduidade às suas funções e excelente caráter conquistaram as amizades do Dr. Buckner, depois bispo de Chichester, de Southgate, do doutor Willis, e outras pessoas eminentes. Um índice geral para o Annual Register (1758-1780), que foi lançado em 1783, é atribuído a Ayscough sem provas suficientes. Em 1786 os diretores da Monthly Review publicaram um índice para os primeiros setenta volumes desse periódico, compilado por Ayscough. O primeiro volume, composto pelos artigos, classificado por assuntos com um índice completo, e o segundo formando um índice alfabético para passagens no corpo da Review. A continuação estendendo-se até o octogésimo primeiro volume, e publicada em 1796, foi também feita por ele. Suas publicações até então tinham sido de natureza privada; sua próxima aparição foi em conexão com sua posição oficial. O catálogo de livros do Museu Britânico, impresso em 1787, dois volumes fólio, foi compilado pelo Dr. P. H. Maty, S. Harper, e Ayscough; um terço do trabalho é atribuído a este último. Em 12 de março de 1789 Ayscough foi eleito membro da Sociedade de Antiquários de Londres.
Todos os estudantes da história do século XVIII são gratos a Ayscough por sua participação na indexação da The Gentleman's Magazine (1731-1786), que consiste em dois volumes impressos em 1789, o primeiro das quais inclui um índice dos ensaios, dissertações e passagens históricas em ordem alfabética, e o segundo, dividido em quatro partes, é dedicado respectivamente à poesia, nomes de pessoas, ilustrações e notas sobre livros. Mesmo sendo muito Útil, o índice não é totalmente perfeito. As listas com os nomes de pessoas em cada volume do periódico, infelizmente, nunca trouxeram seus nomes cristãos, e onde há mais de um nome igual, nenhum tipo de distinção foi introduzido. Este método foi continuado por Ayscough em seu índice geral, de modo que no caso de nomes comuns, como Smith ou Williams, existem centenas de entradas, tornando a tarefa de procura a qualquer fato particular quase sem esperança. Na continuação do mesmo projeto, publicado em 1821, o mal é ainda mais agravado pelo acréscimo dos temas, de modo que existem nada menos que 2.411 entradas para Smith sem esclarecimentos.

## Shakespeare
Até Ayscough publicar o seu Shakspeare's Dramatic Works: With Explanatory Notes, em 1790, não havia uma concordância para a obra de William Shakespeare. Esta foi uma especulação por parte do editor John Stockdale, que pagou duzentos guinéus pelo índice, que foi especialmente concebido para acompanhar sua edição dos Dramatic Works, em dois volumes. Nesta excelente compilação as palavras são dispostas em ordem alfabética com as linhas em que ocorrem, em seguida, o nome da peça, e em cinco colunas separadas o ato, a cena, a página, a coluna e a linha. As três últimas indicações de curso referem-se apenas à edição de 1790, mas o índice pode servir para qualquer outro texto. Francis Twiss compilou uma Verbal Index, em 1805, que não é tão útil quanto o de Ayscough, e ambos foram substituídos pelo valioso Concordance da senhora Mary Cowden Clarke publicado em 1845. Todos os três índices são dedicados apenas às peças, e foram complementados por Concordance to Shakespeare's Poems de Helen Kate (Rogers) Furness (1874). Ainda não há uma concordância completa para toda a obra de Shakespeare.
Ayscough foi escolhido para proferir as palestras Fairchild, criadas em 1729 por Thomas Fairchild, de Shoreditch, que legou uma quantia em dinheiro para que fosse realizado um sermão em toda terça-feira de Pentecostes sobre as obras maravilhas da criação de Deus. O primeiro sermão foi proferido por Ayscough em 1790 diante da Royal Society, na igreja de St Leonard's, Shoreditch, e completou a série de quinze sermões em 1804. Eles deveriam ter sido impressos após a sua morte, mas nunca foram publicados.
Entre os documentos que o Doutor Birch entregou para serem impressos no Museu estava uma coleção de cartas históricas escritas durante os reinados de Jaime I e Carlos I de Inglaterra, a qual Ayscough se propôs publicar caso encontrasse duas centenas de assinantes que contribuíssem com um par de guinéus cada. Porém, este trabalho foi deixado a cargo de R. F. Williams que a publicou em 1849 sob o título de "A Corte nos Tempos de Jaime I e Carlos I. Um trabalho importante, que ainda permanece em manuscritos, é o catálogo feito por Ayscough de rolos e cartas régias antigas do Museu Britânico, formando três grandes volumes fólio, com dois índices: o primeiro com nomes de lugares e alguns outros temas; e o segundo com nomes de pessoas. Um índice registra 16.000 cartas régias, rolos, e selos. A preparação do catálogo durou de 8 de maio de 1787 até 18 de agosto de 1792, com algumas adições feitas posteriormente. Ele ainda é usado como referência. O último trabalho de Ayscough no Museu consistiu em organizar os livros em classes e catalogar os Decretos do Rei.

## Últimos anos
Aproximadamente um ano antes de sua morte, Ayscough foi designado para prestar serviço religioso na pequena paróquia de Cudham, em Kent, por John Scott, 1.º Conde de Eldon. Apesar de sua posição oficial, não lhe foi permitido residir na paróquia, e ele conscientemente cumpriu os seus deveres religiosos, fazendo a viagem de vinte e sete quilômetros a cada sábado, e retornando na segunda-feira. Nunca deixou de frequentar a workhouse para ler orações ou para pregar. Fez um grande esforço para se destacar como pregador.
O salário de Ayscough foi recentemente aumentado, o que, somado à sua nomeação clerical, deixou-o em uma posição de relativo conforto; mas, a sua disposição generosa levou-a a distribuir entre os mais necessitados toda a sua renda modesta, e chegava até a não ter dinheiro suficiente para saldar suas dívidas pessoais. Em 1802 editou, juntamente com John Caley, um volume de registro de patentes. Morreu de hidropisia no peito, em seu quarto no Museu, em 30 de outubro de 1804, e foi sepultado no cemitério da igreja de St. George's, Bloomsbury.

## Obras
Além de duas contribuições para o Archæologia (1797) e sua participação na produção de vários livros, Ayscough publicou as seguintes obras:
- A Catalogue of the MSS. preserved in the British Museum hitherto undescribed, consisting of 5,000 volumes, including the collections of Sir Hans Sloane, the Rev. Thomas Birch, and about 500 volumes bequeathed, presented, or purchased at various times, Londres, 1782, 2 volumes. 4to.
- Remarks on the Letters from an American Farmer; or a detection of the errors of Mr. J. Hector St. John, pointing out the pernicious tendency of those letters to Great Britain, Londres, 1783, 8vo (Anon.).
- A General Index to the Monthly Review from its commencement to the end of the 70th volume [1749–84], Londres, 1786; uma continuação até o volume 81 (1784–89) foi compilada por Ayscough em 1796, 8vo; e há ainda uma continuação por outra pessoa até 1816.
- A General Index to the first fifty-six volumes of the Gentleman's Magazine, from its commencement in 1731 to the end of 1786, Londres, 1789, 2 volumes, 8vo; continuado por Nichols até 1818, 2 volumes, 8vo, com um índice para as ilustrações (1731–1818), por Ch. St. Barbe.
- An Index to the remarkable words and passages made use of by Shakespeare, calculated to point out the different meanings to which the words are applied, Londres, 1790; reimpresso em Dublin 1791, e a 'segunda edição, revisada e ampliada,' Londres, 1827; o último é adaptado para a edição das peças publicadas em 1823 pelos livreiros.
- A general index to the first 20 volumes of the British Critic, in two parts; part i. contains a list of all the books reviewed, part ii. an index to the extracts, criticism, &c., Londres, 1804, continuado por Dr. Blagdon.[1]

## Escritos
- «Um índice com as passagens marcantes e palavras utilizadas por Shakespeare; feito para mostrar os diferentes significados para os quais as palavras são aplicadas.» (em inglês)